# Galapagos NV
Galapagos NV (раніше Galapagos Genomics) - бельгійсько-нідерландська фармацевтична дослідницька компанія. Основна компанія зареєстрована як бельгійське товариство з обмеженою відповідальністю з 19 серпня 1999 року зі штаб-квартирою в Мехелені та філіями в Лейдені (Нідерланди) та Роменвілі (Франція).
Компанія розробляє препарати проти таких хвороб, як ревматоїдний артрит, хвороба Крона, виразковий коліт, псоріаз, системний червоний вовчак та муковісцидоз.

## Історія
Компанія виникла як спільне підприємство бельгійської компанії Tibotec та нідерландської компанії Crucell, генеральний директор якої Онно ван де Столпе продовжив керувати новою компанією.
Компанія використовує технологічну платформу для своїх досліджень, яка базується на аденовірусах для введення послідовностей людських генів у різноманітні клітинні лінії людини з метою включення або виключення специфічних білків.
6 травня 2005 року акції компанії почали котируватися на біржах Euronext Amsterdam та Euronext Brussels. Лістинг на NASDAQ почався 14 травня 2015 року.
У 2019 році Gilead Sciences та Galapagos розпочали трансформаційну співпрацю в галузі досліджень і розробок. Gilead і Galapagos також домовилися про зміну деяких умов щодо розробки та комерціалізації філготинібу.
У червні 2022 року компанія оголосила, що придбає компанії CellPoint за 125 мільйонів євро та AboundBio за 14 мільйонів доларів.
З 1 квітня 2022 року Пол Стоффельс замінив співзасновника і генерального директора протягом 20 років Онно ван де Столпе.

## Компанія
Німецька компанія Galapagos Biopharma Germany GmbH була заснована в 2019 році зі штаб-квартирою в Мюнхені, Німеччина. У грудні 2021 року компанія заснувала австрійську дочірню компанію Galapagos Biopharma Austria GmbH зі штаб-квартирою у Відні, Австрія. .